# Erik Schoefs
Erik Schoefs, oft auch Eric Schoefs geschrieben (* 4. Januar 1967 in Tongern), ist ein ehemaliger belgischer Bahnradsportler.
1988 startete Erik Schoefs bei den Olympischen Sommerspielen in Seoul im Sprint und belegte den sechsten Platz; vier Jahre später startete er erneut bei Olympischen Spielen, konnte sich jedoch nicht platzieren. Bei den UCI-Bahn-Weltmeisterschaften 1992 in Valencia wurde er Dritter. Von 1993 bis 1995 wurde Erik Schoefs dreimal in Folge belgischer Meister im Sprint der Berufsfahrer. Zuvor war er bereits Meister der Amateure in den Jahren 1987 und 1989 bis 1991 geworden. 1988 gewann er die traditionsreiche Champion of Champions Trophy und den Großen Preis von Berlin.
1997 trat Schoefs vom aktiven Radsport zurück, betätigt sich jedoch weiterhin als Schrittmacher auf dem Derny.